# Patricia Wentworth
Pour les articles homonymes, voir Wentworth.
Dora Amy Elles Dillon Turnbull, plus connue sous le pseudonyme de Patricia Wentworth, née à Mussoorie, dans l'Uttarakhand, en Inde (alors le Raj britannique) en 1878, et morte en 1961 à Camberley dans le Surrey, est un auteur britannique de roman policier.

## Biographie
Fille d'un général de l'armée britannique, Dora Amy Elles est élevée en Angleterre, mais retourne aux Indes à la fin de ses études. Elle publie là, dans une gazette destinée aux civils et aux militaires anglais, ses premiers textes. En 1906, à la mort de son premier mari le lieutenant-colonel Georges Dillon, elle s'installe définitivement en Angleterre avec ses enfants. C'est par besoin d'argent qu'elle publie en 1910, sous son nom de veuve, A Marriage Under the Terror ; un roman d'amour historique ayant pour toile de fond la Révolution française. Elle publie en suivant quelques romans, sous le pseudonyme ensuite adopté de Patricia Wentworth, avant de se lancer avec succès en 1923 dans le roman policier.
Trois ans plus tôt, en 1920, elle a épousé le lieutenant-colonel George Turnbull, qui deviendra son secrétaire en écriture. La très mauvaise vue et l'écriture illisible de l'auteur nécessitent qu'elle puisse dicter ses récits à son mari qui les transcrit, en suggérant parfois quelques ajouts ou touches d'humour. Le manuscrit est ensuite relu à voix haute et corrigé, puis envoyé à une dactylo. Le manuscrit tapé est de nouveau relu et corrigé, de même que les épreuves avant la publication. Cette suite de relecture à voix haute et d'élagage sont à l'origine du style à la fois soigné et très dépouillé de l'auteur, ainsi que de ses courts et nombreux chapitres (de quarante à cinquante par roman d'environ 350 pages).
Ses romans policiers sont en fait des récits criminels mâtinés de romance, mais l'auteur sait maintenir un suspense sans se laisser aller à trop de sentimentalisme. Elle plante ses romans dans les décors de la haute bourgeoisie anglaise. La plupart du temps, une héroïne doit combattre des menaces extérieures au sein d'une intrigue qui lui permettra de découvrir l'amour. Dans bien des cas, les liens de cousinage, qui devrait lui permettre de développer une confiance réciproque, se révèlent des pièges et c'est auprès de gens dont elle se méfiait de prime abord que l'héroïne trouvera soutien et réconfort.
En France, Patricia Wentworth est surtout connue pour la série des trente-deux romans, amorcée en 1928, mettant en scène Miss Maud Silver, ancienne préceptrice devenue détective privée, et assistée à l'occasion par Frank Abbott, inspecteur de Scotland Yard. L'interjection « Mon cher Frank ! », assénée à chaque écart de langage du jeune homme, bien conscient du ton faussement courroucé de Miss Silver, est un des leitmotiv de la série. Quand elle lance cette repartie, la colère de Miss Silver est évidemment démentie par l'œil pétillant de la vieille fille détective, preuve de sa connivence et de son affection indéfectible pour le policier avec qui elle partage les dangers de ses multiples enquêtes.
On peut estimer qu'Agatha Christie a largement repris ce modèle d'héroïne :  le neveu, le tricot, les citations de Tennyson..., tout y est, à un point troublant de similitude. Certes, d'autres auteurs ont aussi eu à cette époque leurs "Miss ou Mrs quelque chose" (Miss Seeton chez Heron Carvic, Mrs Bradley chez Gladys Mitchel...) mais aucune de ces dames n'arrive à la somme de points communs qu'on peut constater entre Miss Silver et Miss Marple. La différence entre les deux "Miss" réside plutôt dans le traitement des intrigues : étude  psychologique des personnages plus poussée chez Agatha Christie, romanesque plus poussé chez Patricia  Wentworth.[réf. nécessaire]
À noter que la Miss Marple d'Agatha Christie bien qu'elle apparaît une année avant Miss Silver, Patricia Wentworth, pourtant, la « considère alors comme un strict plagiat de sa propre création ». Miss Marple est en effet apparue pour la première fois en 1927 dans Le Club du mardi soir, une nouvelle rassemblée dans le recueil Les Treize Problèmes. Elle a été publiée pour la première fois dans le numéro de décembre 1927 du Royal Magazine.
Patricia Wentworth est également l'auteur d'une trilogie qui lorgne vers le roman d'espionnage et ayant pour héros l'inspecteur Lamb, un personnage secondaire aperçu à quelques reprises au cours des enquêtes de Miss Silver.

## Œuvre

### Romans

#### SérieMiss Silver
- Grey Mask (1928) Publié en français sous le titre L'Homme au masque gris, Paris, Éditions Firmin-Didot, coll. « Bibliothèque des mères de famille », 1930 Publié en français dans une nouvelle traduction sous le titre Le Masque gris, Paris, 10/18, coll. « Grands Détectives » no 2597, 1995
- The Case is Closed (1937) Publié en français sous le titre L'affaire est close, Paris, 10/18, coll. « Grands Détectives » no 3378, 2002
- The Lonesome Road (1939) Publié en français sous le titre Le Chemin de la falaise, Paris, Édimail, coll. « Nuit » no 12, 1986 ; réédition, Paris, 10/18, coll. « Grands Détectives » no 2450,  1994 ; réédition, Versailles, Feryane, 1995
- Danger Point [GB] ou In the Balance [USA] (1941) Publié en français sous le titre Le Rocher de la Tête-Noire, Paris, Édimail, coll. « Nuit » no 15, 1986 ; réédition, Paris, 10/18, coll. « Grands Détectives » no 2534, 1994
- The Chinese Shawl (1943) Publié en français sous le titre Le Châle chinois, Paris, Édimail, coll. « Nuit » no 13, 1986 ; réédition dans une traduction révisée, Paris, 10/18, coll. « Grands Détectives » no 2494, 1994
- Miss Silver Intervenes [GB] ou Miss Silvers Deals in Death [USA] (1943) Publié en français sous le titre Miss Silver intervient, Paris, 10/18, coll. « Grands Détectives » no 2362, 1993
- The Clock Strikes Twelve (1944) Publié en français sous le titre L'horloge sonne minuit, Paris, Éditions S.E.P.E., coll. « Labyrinthe », 1946 Publié en français dans une nouvelle traduction sous le titre Au douzième coup de minuit, Paris, Édimail, coll. « Nuit » no 17, 1986 ; réédition, Paris, 10/18, coll. « Grands Détectives » no 2519, 1994
- The Key (1944) Publié en français sous le titre Le Mystère de la clef, Paris, Édimail, coll. « Nuit » no 19, 1986 Publié en français dans une nouvelle traduction sous le titre Le Mystère de la clef, Paris, 10/18, coll. « Grands Détectives » no 2709, 1996
- The Traveller Returns [GB] ou She Came Back [USA] (1945) Publié en français sous le titre Un troublant retour, Paris, 10/18, coll. « Grands Détectives » no 3431, 2002
- Pilgrim's Rest ou Dark Threat (1946) Publié en français sous le titre Dernière Demeure, Paris, 10/18, coll. « Grands Détectives » no 3511, 2003
- Latter End (1947) Publié en français sous le titre Le Marc maudit, Paris, 10/18, coll. « Grands Détectives » no 2918, 1998
- Spotlight [GB] ou Wicked Uncle [USA] (1947) Publié en français sous le titre Pleins Feux, Paris, Seghers, 1979 ; réédition, Paris, 10/18, coll. « Grands Détectives » no 2406, 1993
- The Eternity Ring (1948) Publié en français sous le titre Le Hallier du pendu, Paris, Librairie des Champs-Élysées, coll. « Le Masque » no 675, 1960 ; réédition, Paris, Librairie des Champs-Élysées, coll. « Club des Masques » no 79, 1969 Publié en français dans une nouvelle traduction sous le titre Un anneau pour l'éternité, Paris, 10/18, coll. « Grands Détectives » no 2575, 1995
- The Case of William Smith (1948) Publié en français sous le titre L'Affaire William Smith, Paris, 10/18, coll. « Grands Détectives » no 2770, 1996
- Miss Silver Comes to Stay (1949) Publié en français sous le titre Miss Silver entre en scène, Paris, Seghers, 1979 ; réédition, 10/18, coll. « Grands Détectives » no 2308, 1992
- The Catherine Wheel (1949) Publié en français sous le titre La Roue de Sainte-Catherine, Paris, Seghers, 1979 ; réédition, Paris, 10/18, coll. « Grands Détectives » no 2437, 1993
- Through the Wall (1950) Publié en français sous le titre À travers le mur, Paris, 10/18, coll. « Grands Détectives » no 2624, 1995
- The Brading Collection ou Mr. Brading's Collection (1950) Publié en français sous le titre La Collection Brading, Paris, 10/18, coll. « Grands Détectives » no 3229, 2000
- The Ivory Dagger (1951) Publié en français sous le titre La Dague d'ivoire, Paris, 10/18, coll. « Grands Détectives » no 2826, 1997
- Anna, Where Are You? ou Death at Deep End (1951) Publié en français sous le titre Anna, où es-tu ?, Paris, 10/18, coll. « Grands Détectives » no 3184, 2000
- The Watersplash (1951) Publié en français sous le titre Comme l'eau qui dort, Paris, 10/18, coll. « Grands Détectives » no 2792, 1996
- Ladies' Bane (1952) Publié en français sous le titre Le Manoir des dames, Paris, 10/18, coll. « Grands Détectives » no 2859, 1997
- Out of the Past (1953) Publié en français sous le titre Le Manoir sur la falaise, Paris, Seghers, 1980 ; repris sous le titre L'Empreinte du passé, Paris, 10/18, coll. « Grands Détectives » no 2473, 1994
- Vanishing Point (1953) Publié en français sous le titre Point de non-retour, Paris, Seghers, 1979 ; repris sous le titre Le Point de non-retour, Paris, 10/18, coll. « Grands Détectives » no 2363, 1993
- The Benevent Treasure (1953) Publié en français sous le titre Le Trésor des Benevent, Paris, 10/18, coll. « Grands Détectives » no 2754, 1996
- The Silent Pool (1954) Publié en français sous le titre La Mort au fond du jardin, Paris, 10/18, coll. « Grands Détectives » no 3286, 2001
- The Listening Eye (1955) Publié en français sous le titre Les Lèvres qui voient (1), Paris, Seghers, 1980 ; réédition, Paris, 10/18, coll. « Grands Détectives » no 2407, 1993
- Poison in the Pen (1955) Publié en français sous le titre La Plume du corbeau, Paris, Seghers, 1980 ; réédition, Paris, 10/18, coll. « Grands Détectives » no 2307, 1992
- The Gazebo ou The Summerhouse (1956) Publié en français sous le titre Le Belvédère, Paris, 10/18, coll. « Grands Détectives » no 2878, 1997
- The Fingerprint (1956) Publié en français sous le titre La Trace dans l'ombre, Paris, 10/18, coll. « Grands Détectives » no 2970, 1998
- The Alington Inheritance (1958) Publié en français sous le titre L'Héritage d'Alington, Paris, 10/18, coll. « Grands Détectives » no 2684, 1995
- The Girl in the Cellar (1961) Publié en français sous le titre Meurtre en sous-sol, Paris, 10/18, coll. « Grands Détectives » no 2654, 1995

Note : (1) Le titre français (Les Lèvres qui voient) est sans rapport avec l'intrigue réelle du roman.

#### SérieInspecteur Lamb
L'inspecteur Lamb, qui apparaît épisodiquement dans nombre de romans de la série « Miss Silver », est aussi le héros principal de trois romans (dans lesquels peut aussi apparaître Miss Silver) traduits aux éditions 10/18 :
- The Blind Side (1939) Publié en français sous le titre Meurtre à Craddock House, Paris, 10/18, coll. « Grands Détectives » no 3733, 2004
- Who Pays the Piper? [GB] ou Account Rendered [USA] (1940) Publié en français sous le titre Un pas de trop, Paris, 10/18, coll. « Grands Détectives » no 3801, 2005
- Pursuit of a Parcel (1942) Publié en français sous le titre Colis à suivre, Paris, 10/18, coll. « Grands Détectives » no 3876, 2006

#### SérieBenbow Smith
- La Flûte enchantée, Éditeur Firmin-Didot, coll. « Bibliothèque des mères de famille », 1933 ((en) Fool Errant, 1929)Adapté sous forme de feuilleton journalier et publié dès le 24 février 1936 par les différentes éditions du quotidien Ouest-Éclair. Le début du roman est accessible sur Gallica (Ouest-Éclair, édition de Rennes du 24 février 1936).
- L'Appel du danger, 10/18, coll. « Grands Détectives » no 4078, 2008 ((en) Danger Calling, 1931), 320 p.  (ISBN 9782264045843)

- Prends garde à toi !, 10/18, coll. « Grands Détectives » no 4165, 2008 ((en) Walk with Care, 1933), 288 p.  (ISBN 9782264046215)

- (en) Down Under, 1937

#### SérieFrank Garrett
- Dead or Alive (1936) Publié en français sous le titre Mort ou vif, Paris, 10/18, coll. « Grands Détectives » no 4216, 2009
- Rolling Stone (1940) Publié en français sous le titre D'une pierre deux coups, Paris, 10/18, coll. « Grands Détectives » no 4338, 2010

#### Romans policiers sans héros récurrent
- The Astonishing Case of Jane Smith ou The Astonishing Adventure (1923) Publié en français sous le titre Jane Smith, Paris, Librairie des Champs-Élysées, coll. « Le Masque », no 71, 1930
- The Annam Jewel (1923) Publié en français sous le titre Le Joyau de l'Annam, Paris, 10/18, coll. « Grands Détectives » no 5224, 2017
- The Red Lacquer Case (1924) Publié en français sous le titre L'Étui de laque rouge, Paris, Librairie des Champs-Élysées, coll. « Le Masque », no 80, 1931
- The Black Cabinet (1925) Publié en français sous le titre Le Cabinet chinois, Paris, 10/18, coll. « Grands Détectives » no 5006, 2015
- The Dower House Mystery (1925) Publié en français sous le titre La Maison hantée, Paris, Librairie des Champs-Élysées, coll. « Le Masque », no 3, 1927
- The Amazing Chance (1926) Publié en français sous le titre La Chance merveilleuse, Paris, Librairie des Champs-Élysées, coll. « Le Masque », no 51, 1930
- Anne Belinda (1927) Publié en français sous le titre Le Bonheur volé, Paris, Firmin-Didot, coll. « Bibliothèque des mères de famille », 1932 Publié en français sous le titre Anne Belinda, Paris, 10/18, coll. « Grands détectives » no 5459, 2019  (ISBN 978-2-264-07432-4)
- Hue and Cry (1927) Publié en français sous le titre Miss Mally se méfie, Paris, 10/18, coll. « Grands détectives » no 5560, 2021  (ISBN 978-2-264-07581-9)
- Will-o'-the-Wisp (1928) Publié en français sous le titre Le Feu follet, Paris, Firmin-Didot, 1934
- Beggar's Choice (1930) Publié en français sous le titre Faute de choix, Paris, 10/18, coll. « Grands Détectives » no 4384, 2010
- The Coldstone (1930) Publié en français sous le titre La Légende de Coldstone, Paris, 10/18, coll. « Grands Détectives » no 4691, 2013
- Kingdom Lost (1930) Publié en français sous le titre Un jour dans le Pacifique, Paris, Hachette, coll. « Bibliothèque bleue », illustré par André Pécoud, 1932[2]
- Nothing Venture (1932) Publié en français sous le titre Mine de rien, Paris, 10/18, coll. « Grands Détectives » no 4434, 2011
- Red Danger [GB] (1932) ou Red Shadow [USA] (1933) Publié en français sous le titre Péril rouge, Paris, Éditions Dupuis, coll. « Bibliothèque jaune » no 15, 1950
- Seven Green Stones [GB] ou Outrageous Fortune [USA] (1933) Publié en français sous le titre Le Mystère des 7 pierres vertes, Paris, Éditions Dupuis, coll. « Bibliothèque jaune » no 13, 1950 Publié en français dans une nouvelle traduction sous le titre Les Huit Émeraudes, Paris, 10/18, coll. « Grands Détectives » no 4474, 2011
- Devil-in-the-Dark [GB] ou Touch and Go [USA]) (1934) Publié en français sous le titre Cache-cache avec le diable, Paris, 10/18, coll. « Grands Détectives » no 4531, 2012
- Fear by Night (1934) Publié en français sous le titre La Maison du Loch, Paris, 10/18, coll. « Grands Détectives » no 4580, 2012
- Blindfold (1935) Publié en français sous le titre À l'aveuglette, Paris, 10/18, coll. « Grands Détectives » no 4811, 2014
- Red Stefan (1935)
- Hole and Corner (1936) Publié en français sous le titre Liaisons secrètes, Paris, 10/18, coll. « Grands Détectives » no 5095, 2016
- Mr. Zero (1938) Publié en français sous le titre Mr Zero, Paris, 10/18, coll. « Grands Détectives » no 4272, 2009
- Run! (1938) Publié en français sous le titre Les Ennuis de Sally West, Paris, 10/18, coll. « Grands Détectives » no 4077, 2007 ; réédition, Versailles, Feryane, 2009
- Unlawful Occasions [GB] (1941) ou Weekend with Death [USA] (1942)
- Silence in Court (1945) Publié en français sous le titre Silence devant la cour, Paris, Éditions Fournier Valdes, 1946 Publié en français dans une nouvelle traduction sous le titre Le Procès de Miss Silence, Paris, 10/18, coll. « Grands Détectives » no 5369, 2018

#### Autres romans non policiers
- A Marriage Under the Terror (1910), roman historique signé Dora Dillon
- A Little More Than Kin ou More Than Kin (1911)
- The Devil's Wind (1912)
- The Fire Within (1913)
- Simon Heriot (1914)
- Queen Anne is Dead (1915), roman historique

### Poésie
- A Child's Rhyme Book (1910)
- Beneath the Hunter's Moon: Poems. (1945)
- The Pool of Dreams: Poems. (1953)

### Autres publications
- Earl or Chieftain? - The Romance of Hugh O'Neill'

## Sources
- Jacques Baudou et Jean-Jacques Schleret, Le Vrai Visage du Masque, vol. 1, Paris, Futuropolis, 1984, 476 p. (OCLC 311506692), p. 463-465.
- Claude Mesplède (dir.), Dictionnaire des littératures policières, vol. 2 : J - Z, Nantes, Joseph K, coll. « Temps noir », 2007, 1086 p. (ISBN 978-2-910686-45-1, OCLC 315873361), p. 773-775 (Miss Silver) et 1006-1007.
- (en) John M. Reilly (Ed.), Twentieth-century crime and mystery writers, New York, St. Martin's Press, coll. « Twentieth-century writers of the English language », 1982 (réimpr. 1991), 2e éd., 1568 p. (ISBN 978-0-312-82417-4, OCLC 6688156), p. 889-891.